# 地上絵

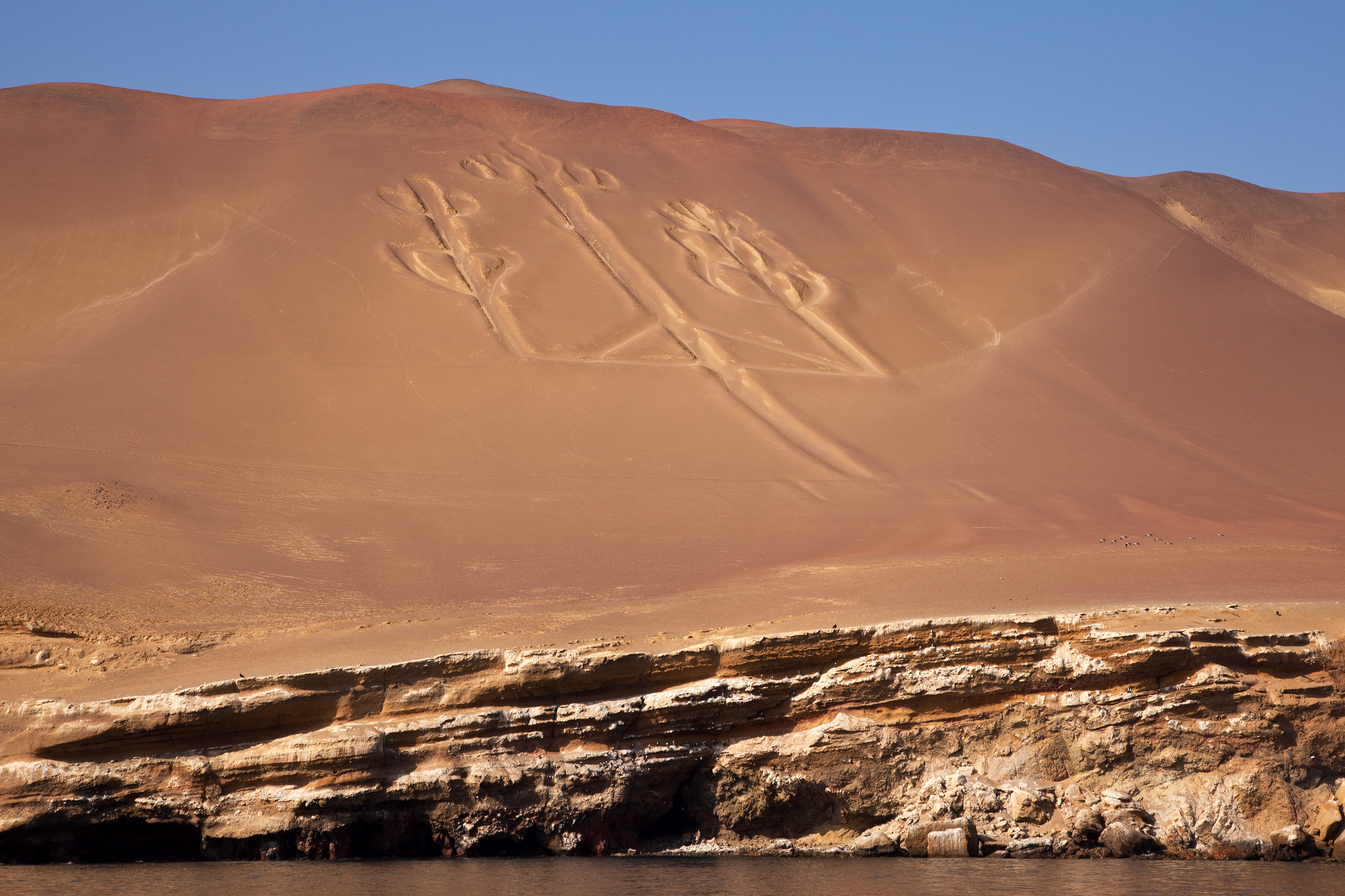
カンデラブロの地上絵（ペルー）

地上絵（ちじょうえ）、またはジオグリフ（英語 geoglyph）とは地面の上に人の手で作られた模様のこと。土壌の表層を削りとりさることで溝と影を作りだす手法でかかれたもの、石などを集めて積むことで作られたものがある。前者をネガティブ・ジオグリフ（negative geoglyph）、後者をポジティブ・ジオグリフ（positive geoglyph）という。ラテンアメリカではペルーに多くの地上絵が集中している。代表例として紀元前200年から西暦650年までに作られたと考えられるナスカの地上絵が挙げられる。1970年代に発見されたブラジルの「アクレの地上絵」には410箇所に306種類の図像があり、儀式的・象徴的目的の社会空間であったという仮説が有力。少なくとも2000年前に作られたと考えられているシリア、サウジアラビアの Desert kites (Works of the Old Men) も地上絵の一種とみなすことができる。